# Otok na Dobri
Otok na Dobri je naselje u Republici Hrvatskoj, u sastavu Općine Bosiljevo, Karlovačka županija. 

## Povijest
Dana 18. prosinca 1941. donesena je Naredba o promjeni imena sela i katastarske općine Otok na Dobri u Bosiljevski Otok.

## Stanovništvo
Prema popisu stanovništva iz 2001. godine, naselje je imalo 67 stanovnika te 24 obiteljskih kućanstava.
| broj stanovnika | 253   | 222   | 205   | 213   | 172   | 184   | 159   | 199   | 221   | 220   | 205   | 171   | 134   | 116   | 67    | 60    | 49    |
|                 | 1857. | 1869. | 1880. | 1890. | 1900. | 1910. | 1921. | 1931. | 1948. | 1953. | 1961. | 1971. | 1981. | 1991. | 2001. | 2011. | 2021. |

Otok na Dobri pripadaju tri naselja Kneževići, Otok, Tonkovići
Popis prezimena Knežević, Mateša, Stepić, Tonković, Vrbanić 
Otok na Dobri smješten je na ušću rijeke Dobre i rijećice Ribnjak, sadašnje jezero HE Lešće, na pola puta između Bosiljeva i Ogulina. 
kroz naselje prolazi autocesta A1 Zagreb-Split.

### Članci
- Samardžija, Marko. 2003. Promjene imena hrvatskih naseljenih mjesta od mjeseca travnja do kraja godine 1941. Folia onomastica Croatica. Filozofski fakultet Sveučilišta u Zagrebu. Zagreb.  (12/13): 425–432